# ロイストン・ドレンテ
ロイストン・リッキー・ドレンテ（Royston Ricky Drenthe, 1987年4月8日 - ）は、オランダ・ロッテルダム出身の元サッカー選手。元オランダ代表。現役時代のポジションは主にミッドフィールダー。

## 経歴

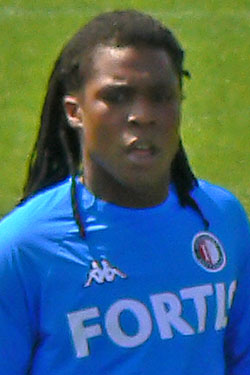
フェイエノールト時代

ロッテルダム出身。フェイエノールトのD2チームに入団し、頭角を現す。当初は左サイドバックを務めていたが、他の選手もいたため、左ウイングで起用されることとなる。ある時チーム遠征でスイスに滞在した際に不祥事を起こし、一時はチームから放出させられそうになったが、テクニカルディレクターの進言によってかろうじて謹慎処分にとどまることとなる。
その後フェイエノールト傘下のエクセルシオールに所属先を移し、再び左サイドバックで起用されることとなり、そこでの活躍が認められてフェイエノールトに晴れて復帰を果たし、トップチームで起用されることとなり、その後チームではコンスタントに起用されるようになっている。2007年に開催されたUEFA U-21欧州選手権で最優秀選手賞に輝く活躍を見せてレアル・マドリードが手を伸ばしたが、移籍金の問題で移籍は難しいものとなった。しかし、ドレンテ自らが移籍を希望し、フェイエノールトも手放すこととなった。
2007年8月、移籍金1300万ユーロでレアル･マドリードに正式加入。加入当初はマルセロ、ミゲル・トーレス、ガブリエル・エインセなど左サイドバックをこなせる選手が全員プレー出来ない状態であった為、左サイドバックでデビューした。しかし守備力が疑問視された為、以後は左サイドハーフ、左ウイングに固定された。移籍直後にマドリード市内で警察車両と衝突する交通事故を起こしている。
2008年8月には、北京オリンピックに参加。1勝2分でグループリーグを突破するも準々決勝でアルゼンチン代表に敗れた。

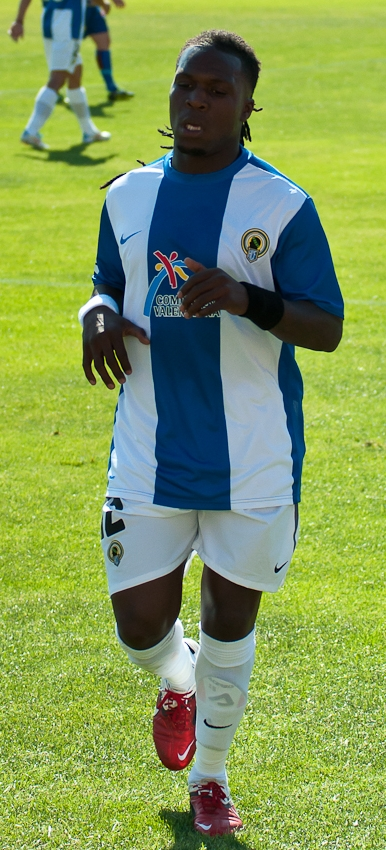
エルクレス時代（2011年）

以後もクラブでは守備力の問題等を解決できず、チーム内での序列はマルセロより下で控えに甘んじ、2010年7月末にリヴァプールFCへの移籍願望を口にしたが公式決定には至らず、翌8月にエルクレスCFにレンタル移籍した。翌シーズンにはエヴァートンFCへレンタル移籍。2012年夏にレアル・マドリードとの契約が満了となった。
半年間の無所属状態を経て、2013年2月、ロシアのFCアラニア・ウラジカフカスへ移籍。2013年6月にレディングFCに移籍した。
2014年9月1日、シェフィールド・ウェンズデイFCにレンタル移籍した。
2015年1月23日、スュペル・リグのカイセリ・エルジイェススポルに移籍したが、シーズン終了後に退団。
2015年9月12日、UAEリーグのバニーヤースSCに移籍したことが発表された。契約満了によりバニーヤースを退団するとフリーとなったが、2017年2月に現役を引退し音楽活動を行っていくことを表明した。
2018年7月6日、スパルタ・ロッテルダムと1年契約を結んだことを発表した。
2021年1月6日、ラシン・ムルシアFCに加入。
2022年1月30日、レアル・ムルシアに移籍。

## 人物
ラッパーのU-Niqのアルバム「Het Kapitalisme」に収録されている「Tak Takie」という曲で歌声を披露している。また2011年にもオランダ人女性歌手とシングルをリリースした。
リヴァプールFCでプレーするジョルジニオ・ワイナルドゥムは甥にあたる。

## 獲得タイトル

### クラブ
レアル・マドリード
- プリメーラ・ディビシオン : 2007-08
- スペイン・スーパーカップ : 2008

### 代表
U-21オランダ代表
- UEFA U-21欧州選手権 : 2007

### 個人
- UEFA U-21欧州選手権最優秀選手 : 2007